# Bracon stenostigma
Bracon stenostigma är en stekelart som beskrevs av Hedwig 1961. Bracon stenostigma ingår i släktet Bracon och familjen bracksteklar. Inga underarter finns listade.